# 藍眼晏蜓
藍眼晏蜓（学名：Aeshna multicolor）是蜻蜓的一種。雄性有著非常顯眼的藍色身體。廣泛棲息於美國西部,由斯內克河至德克薩斯州和奧克拉荷馬州等地區，還有加拿大和中美洲的巴拿馬。

## 外部連結
- Blue-eyed Darner （页面存档备份，存于） at AzOdes
- Blue-eyed Darner info